# Rosyjska okupacja obwodu czernihowskiego
Rosyjska okupacja obwodu czernihowskiego – okupacja wojskowa, która rozpoczęła się 24 lutego 2022 roku wraz z początkiem rosyjskiej inwazji na Ukrainę. Wojska rosyjskie przechodzące z terytorium sąsiedniej Białorusi stopniowo zaczęły zajmować znaczną część obwodu czernihowskiego, na drodze do zajęcia Kijowa. Stolica obwodowa, miasto Czernihów, nigdy nie została zdobyta. 3 kwietnia wojska rosyjskie opuściły region, kończąc okupację.
W ciągu ponad miesiąca okupacji rosyjskiej w obwodzie czernihowskim zginęło 478 cywilów, w tym 68 dzieci, a kolejne 692 osoby zostały ranne. Pomimo wycofania wojsk okupacyjnych Siły Zbrojne Federacji Rosyjskiej kontynuują ataki artyleryjskie, dronowe i rakietowe, głównie przeciwko miejscowościom przygranicznym oraz miastu Czernihów.

## Okupacja

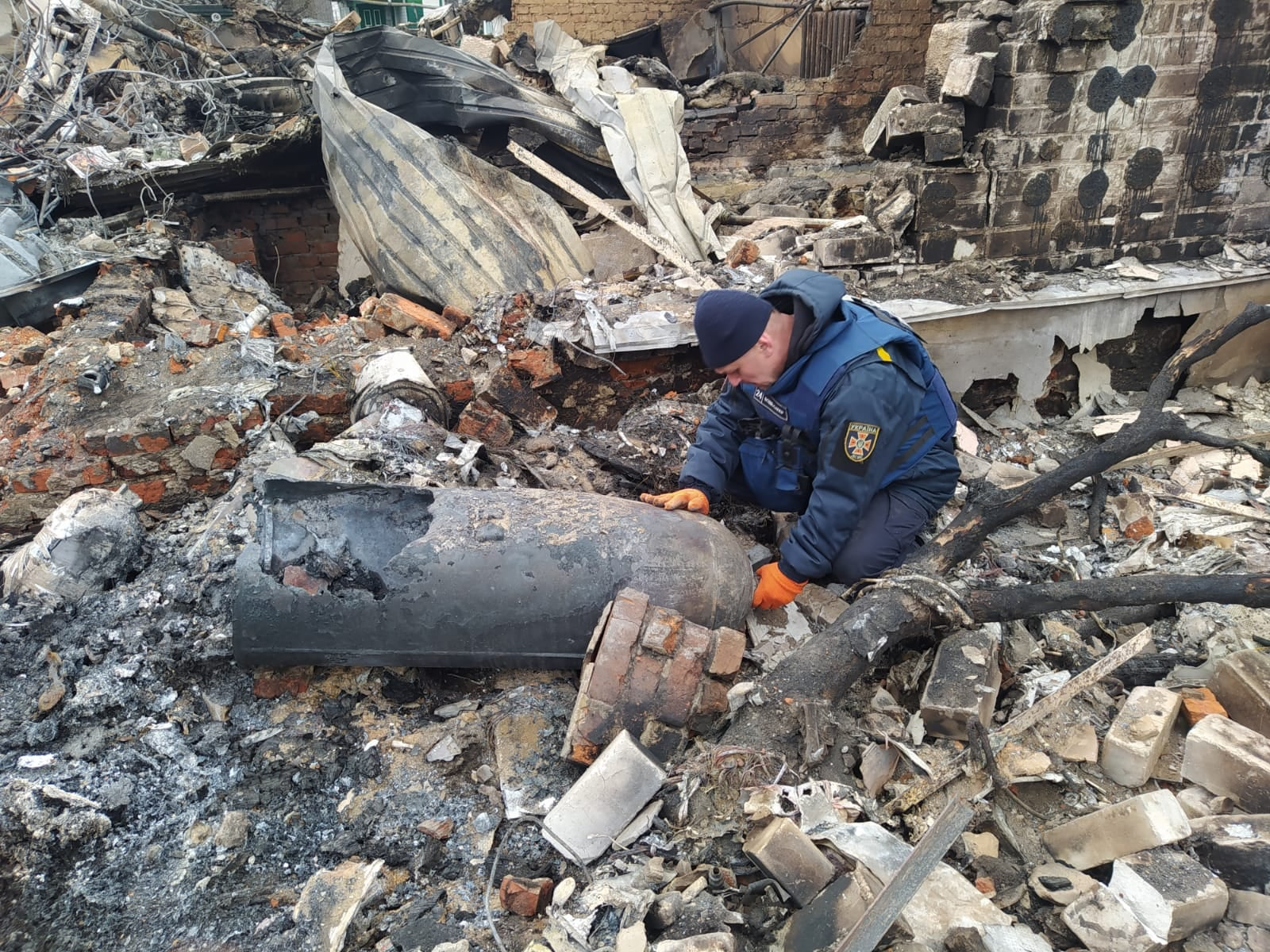
Pracownik Państwowej Służby Ukrainy ds. Sytuacji Nadzwyczajnych zabezpiecza rosyjski pocisk w czasie bitwy o Czernihów, 9 marca 2022

24 lutego armia rosyjska wkroczyła na terytorium obwodu czernihowskiego. Ofensywę przeprowadzono od strony Białorusi. Głównym celem armii rosyjskiej było dotarcie do szosy łączącej Czernihów z Kijowem, aby zaatakować stolicę Ukrainy od północy. Już 25 lutego oddzielne rosyjskie brygady szturmowe podjęły próbę desantu i przedostania się do Czernihowa. Jednak żołnierze Sił Zbrojnych Ukrainy zbudowali w mieście silną linię obrony, dzięki czemu armia rosyjska nie zdołała zdobyć regionalnej stolicy. Z tego powodu dowództwo rosyjskie podjęło decyzję o rozpoczęciu oblężenia Czernihowa i zdecydowało się zająć pobliskie wsie. Do początku marca zajęte zostały Jahidne, Kołycziwka, Iwaniwka, Zalesie, Nowyj Bykiw, Nowa Basań, Łukasziwka i inne miejscowości. 1 marca szef Czernihowskiej Obwodowej Administracji Państwowej Wjaczesław Czaus oświadczył, że wszystkie wyjścia z miasta są zaminowane i wezwał mieszkańców do pozostania w domach.
Zacięte walki na przedmieściach Czernihowa trwały przez większą część marca. Przez cały ten czas miasto było całkowicie otoczone. 3 marca żołnierze rosyjscy wysadzili most na rzece Desna, przez który przebiegała droga do Kijowa, wskutek czego Czernihów został odcięty od głównych szlaków zaopatrzeniowych. Armia rosyjska zaczęła aktywnie ostrzeliwać i bombardować miasto, w którym mieszkało wówczas 300 tysięcy mieszkańców, używając w atakach zabronionej przez konwencję genewską amunicji kasetowej. Okoliczne wsie również zostały uszkodzone przez ostrzał. Już 28 lutego pojawiły się doniesienia, że z gradów ostrzelano Kyjinkę i Pawliwkę, a eksplozje uszkodziły dziesiątki domów. Niektóre osady zostały ostatecznie całkowicie zniszczone. Okres ten charakteryzował się dużą liczbą ofiar: tylko w ataku na Czernihów 3 marca zginęło 47 osób. 6 marca prezydent Ukrainy Wołodymyr Zełenski nadał broniącemu się Czernihowowi tytuł miasta-bohatera Ukrainy. 24 marca mer miasta Władysław Atroszenko poinformował, że zniszczonych zostało 60–70% zabudowy na obrzeżach miasta.
Przez cały marzec Czernihów był oblężony. W tym czasie okoliczni mieszkańcy zostali pozbawieni prądu, ciepła, gazu i wody. Sytuacja w mieście była bliska katastrofy humanitarnej. Wysadzenie mostu na Desnie 3 marca przez wojska rosyjskie znacznie utrudniło ewakuację ludności cywilnej oraz dostarczanie pomocy humanitarnej i leków. Aby ugotować pożywienie, ludzie musieli budować piece z kamieni i cegieł na swoich podwórkach, wycinać drzewa i rozpalać ogniska. W czasie oblężenia w mieście kończyła się woda pitna: jej zapasy ograniczały się do 10 litrów na osobę. Z powodu ciągłych bombardowań wielu mieszkańców praktycznie nie opuszczało schronów. W połowie marca władze Czernihowa poinformowały, że w mieście nie ma wystarczającej liczby miejsc do pochówku zmarłych ze względu na trwające walki i rosnącą liczbę ofiar śmiertelnych. W tym czasie główny cmentarz miasta znajdował się pod rosyjskim ostrzałem, dlatego ciała zmarłych składowano w kostnicy. Jednocześnie ludzie nie mogli opuścić Czernihowa, gdyż wojska rosyjskie ostrzeliwały jedyne pozostałe korytarze humanitarne. Wśród mieszkańców pojawiały się obawy, że miasto stanie się drugim Mariupolem, gdzie w czasie oblężenia zginęły tysiące cywilów.
Podobna sytuacja panowała w sąsiednich okupowanych wsiach, których mieszkańcy zmuszeni byli spędzać niemal cały czas w piwnicach swoich domów. Ponadto ze względu na trwające walki uliczne wywóz zmarłych ze schronów był niemożliwy.
We wsi Jahidne rosyjscy żołnierze spędzili około 150–300 mieszkańców do piwnicy miejscowej szkoły. Wszyscy przebywali w małej szkolnej piwnicy przez około miesiąc. Najmłodszy mieszkaniec piwnicy miał półtora miesiąca, najstarszy 93 lata. Z powodu braku żywności, wody pitnej, normalnej cyrkulacji powietrza i przeludnienia piwnicy zmarło w tym czasie 10 mieszkańców. Mieszkańcy wychodzili na zewnątrz tylko raz dziennie. W czasie, gdy przebywali w piwnicy, rosyjscy żołnierze rabowali i podpalali domy.
W skutecznej obronie Czernihowa kluczowe znaczenia miały stacjonujące w mieście formacje Sił Zbrojnych Ukrainy. Główny opór stawiała 1. Samodzielna Brygada Pancerna Sił Zbrojnych Ukrainy. Nie tylko powstrzymała izolowane siły rosyjskie, ale także podjęła aktywną obronę i broniła Czernihowa przez następne pięć tygodni. Armia ukraińska skutecznie ostrzeliwała rosyjskie kolumny zaopatrzeniowe przemieszczające się na południe od białoruskiego Homla. Doprowadziło to do zakłóceń na dużą skalę w łańcuchach dostaw w armii rosyjskiej, w wyniku czego grupa, która miała wkroczyć do Kijowa od północnego wschodu, została pozbawiona amunicji i żywności.

### Ofiary
W ciągu pierwszych dwóch tygodni wojny w obwodzie czernihowskim zginęło 228 osób – 123 wojskowych, 5 policjantów i 100 cywilów. Regularny ostrzał oblężonego Czernihowa pociągnął jednak za sobą jeszcze większą liczbę ofiar – w ciągu zaledwie jednego dnia, 17 marca, w mieście zginęły 53 osoby, w tym obywatel Stanów Zjednoczonych. Według słów burmistrza Władysława Atroszenki z 8 kwietnia w czasie oblężenia Czernihowa zginęło około 700 osób, zarówno cywilnych, jak i wojskowych. 25 maja władze obwodu czernihowskiego poinformowały, że w okresie aktywnych działań wojennych podczas rosyjskiej inwazji na region zginęło ponad 500 osób, a ponad 1500 zostało rannych. Spośród nich co najmniej 68 zmarłych to dzieci. Ludzie ginęli od pocisków, bomb kasetowych, eksplozji i odłamków. Wojska rosyjskie w atakach na ludność cywilną używały także fleszetek, które po trafieniu w ciało, mogą zaginać się w hak utrudniając ich usunięcie. Umieszczone w ich tylnej części cztery metalowe piórka często się łamią, powodując dalsze obrażenia.
3 marca rosyjski samolot zrzucił osiem bomb na kilka budynków mieszkalnych w centrum Czernihowa, przy ulicy Wiaczesława Czornowiła. W pobliskiej aptece znajdowała się kolejka mieszkańców czekających na chleb. W ataku zginęło 47 osób. Śledczy Human Rights Watch odkryli w miejscu ataku co najmniej pięć lejów po bombach, częściowe zniszczenie 18-piętrowego budynku od 12. do 15. piętra, poważne uszkodzenia dwóch 9-piętrowych budynków oraz wybite okna i uszkodzone fasady w dwóch pozostałych 9-piętrowych budynkach. Apteka w jednym z tych budynków oraz sąsiadujący z nim ośrodek kardiologiczny uległy znacznemu zniszczeniu. Plac przy ulicy został zniszczony przez eksplozje i odłamki. 9 marca organizacja Amnesty International stwierdziła, że nalot na Czernihów, w którym zginęło 47 cywilów, nosi znamiona zbrodni wojennej.
Po wyzwoleniu wyszły na jaw umyślne morderstwa dokonywane w obwodzie przez wojska okupacyjne. W wiosce Jahidne zginęło 20 cywilów. Spośród nich sześciu zostało zastrzelonych, w tym ojciec i 12-letnia córka. W dwóch sąsiednich wsiach, Starym i Nowym Bykiwie, także odnaleziono ślady masakr ludności cywilnej. Z zeznań miejscowej ludności wynika, że wojsko rosyjskie zajęło miejscową szkołę, szpital i przedszkole, a ich sztab mieścił się w schronie miejscowego klubu. W dniu zdobycia Starego Bykiwa rozstrzelano sześciu cywilów. W podziemiach wsi urządzono salę tortur, w której przetrzymywano co najmniej 40 osób. Po walkach we wsi zniszczeniu uległo około 100 domów i prawie cała infrastruktura. W Nowym Bykiwie 30 marca, dzień przed wycofaniem wojsk rosyjskich, żołnierze rosyjscy zabrali 8 z 21 mieszkańców wsi przetrzymywanych w miejscowej kotłowni. Później odnaleziono ciała kilku z nich z rozbitymi głowami. Zastępca dyrektora kostnicy obwodowej w Czernihowie poinformował o przybyciu dużej liczby zwłok ze strzałami w tył głowy; 20% z nich miało związane ręce.
8 czerwca Prokurator Generalna Ukrainy Iryna Wenediktowa poinformowała, że jej wydziałowi udało się zidentyfikować dziewięciu rosyjskich żołnierzy biorących udział w zbrodniach wojennych w obwodzie czernihowskim. Służyli w 55. Oddzielnej Brygadzie Strzelców Zmotoryzowanych z Tuwy.
16 czerwca Czernihowska Prokuratura Obwodowa poinformowała, że podczas okupacji rosyjskiej zginęło co najmniej 478 cywilów, w tym 334 mężczyzn, 122 kobiety i 22 dzieci. Najwięcej osób w zginęło w wyniku ostrzału artyleryjskiego i nalotów rosyjskich. Ponadto doszło do ostrzału samochodów i rozstrzeliwania ludności cywilnej. Oprócz 478 zabitych, kolejne 692 osoby zostały ranne.
Według stanu na czerwiec 2022 roku prokuratura obwodowa wszczęła 1263 postępowania karne przeciwko rosyjskim żołnierzom, z czego 866 dotyczyło naruszenia zasad prowadzenia wojny.

### Uprowadzenia
Istnieją dowody na szereg uprowadzeń okolicznych mieszkańców przez żołnierzy rosyjskich. W Snowśku w obwodzie czernihowskim 25 marca rosyjscy żołnierze porwali siedmiu mężczyzn, w tym mera Ołeksandra Miedwiediewa i biznesmena, byłego radnego rady obwodowej Hryhorija Bożko. Według lokalnych mieszkańców wywieziono ich samochodami w stronę Białorusi. Porwany został także sołtys wsi Hremiacz Ołeksij Karcan.
Mieszkańcy Czernihowa zgłosili zaginięcie krewnych przetrzymywanych przez rosyjskie wojsko. Rodzina Buzinowów zgłosiła zaginięcie Nikity Buzinowa, porwanego na początku marca przez żołnierzy rosyjskich. W listopadzie 2022 roku okazało się, że został on uprowadzony z Ukrainy i umieszczony w areszcie śledczym w rosyjskim Biełgorodzie. Według krewnych rosyjskie wojsko zabrało Nikitę po tym, jak znaleźli w telefonie zdjęcia domów w Czernihowie i wsi Mychajło-Kociubynśke, pobrane z serwisu Google Maps. Potwierdzone zostało także porwanie i wywiezienie do Rosji nauczycielki wiejskiej z obwodu czernihowskiego.

### Zniszczenia
W całym regionie odnotowano liczne zniszczenia. Zniszczeniu uległo wiele obiektów infrastruktury mieszkalnej i cywilnej, w tym szkoły, szpitale i uniwersytety. Według danych z początku maja 2022 roku w obwodzie czernihowskim zniszczono 680 km dróg państwowych i 22 mosty, a także uszkodzono około 10 km przewodów, co spowodowało odłączenie wielu wsi od Internetu. W samej hromadzie Iwaniwka, która zrzesza 17 wsi rejonu czernihowskiego, uszkodzonych zostało 1300 domów. W wyniku zniszczeń w wielu domach w regionie wybite zostały szyby. 27 lutego w obwodzie czernihowskim w wyniku rosyjskiego ostrzału poważnie ucierpiała siedziba regionalnego oddziału Służby Bezpieczeństwa Ukrainy, w której przechowywano materiały archiwalne.
W wyniku rosyjskiej agresji w Czernihowie uszkodzono lub zniszczono wiele obiektów kultury, między innymi:
- Budynek Obwodowego Centrum Młodzieżowego w Czernihowie
- Cerkiew św. Teodozjusza
- Czernihowskie Muzeum Wojskowo-Historyczne
- Czernihowskie Obwodowe Muzeum Historyczne imienia Wasyla Tarnowskiego
- Cerkiew św. Katarzyny
- Czernihowska Regionalna Uniwersalna Biblioteka Naukowa im. Sofiji i Ołeksandra Rusowych
- Cerkiew Zmartwychwstania Pańskiego
- Centralna Biblioteka Miejska im. Mychajła Kociubynskiego
- Czernihowskie Muzeum Literackie Mychajła Kociubynskiego
- Czernihowskie Obwodowe Muzeum Sztuki im. Hryhorija Gałagana

## Galeria

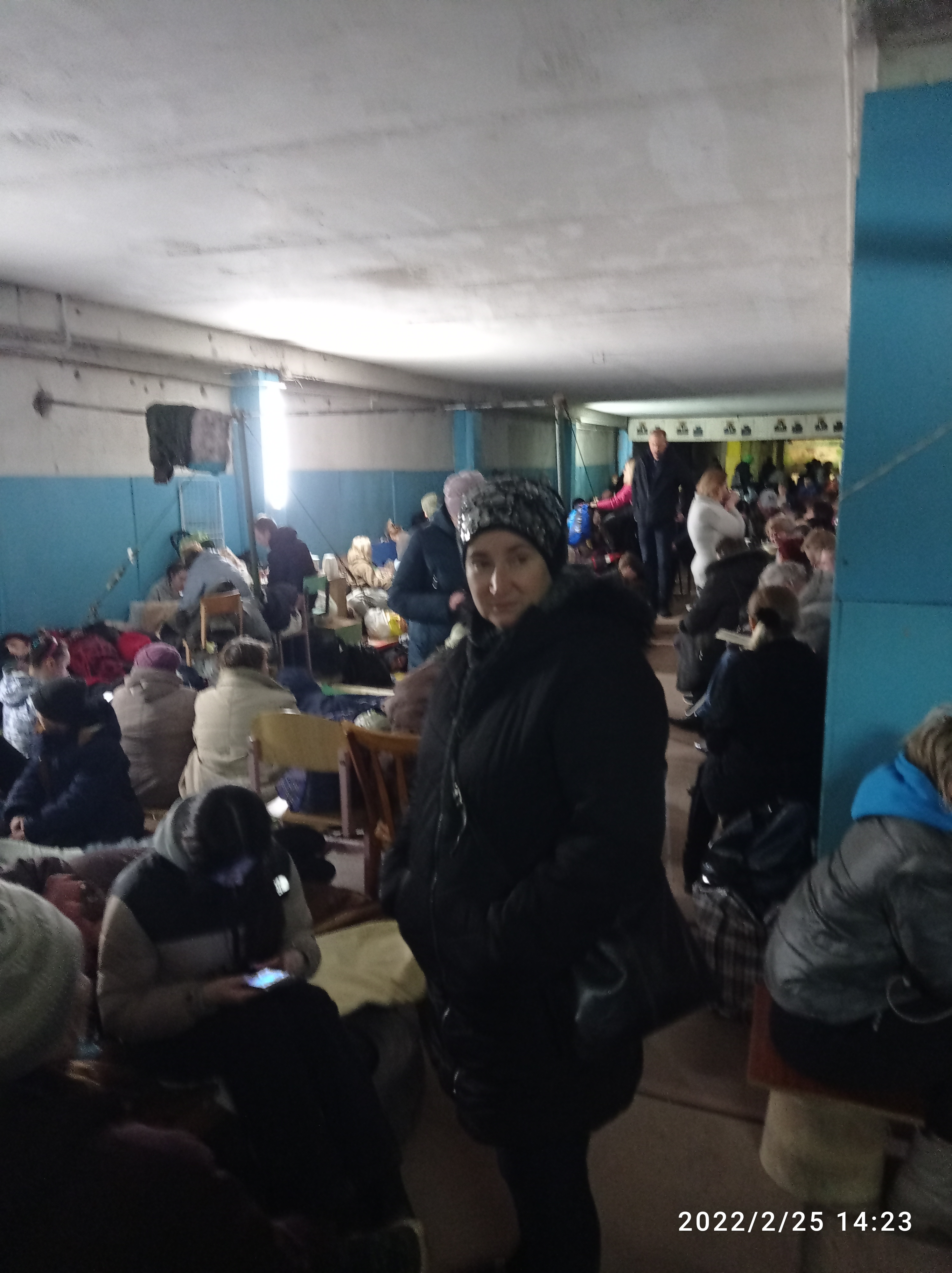
Schron w Czernihowie pierwszego dnia wojny
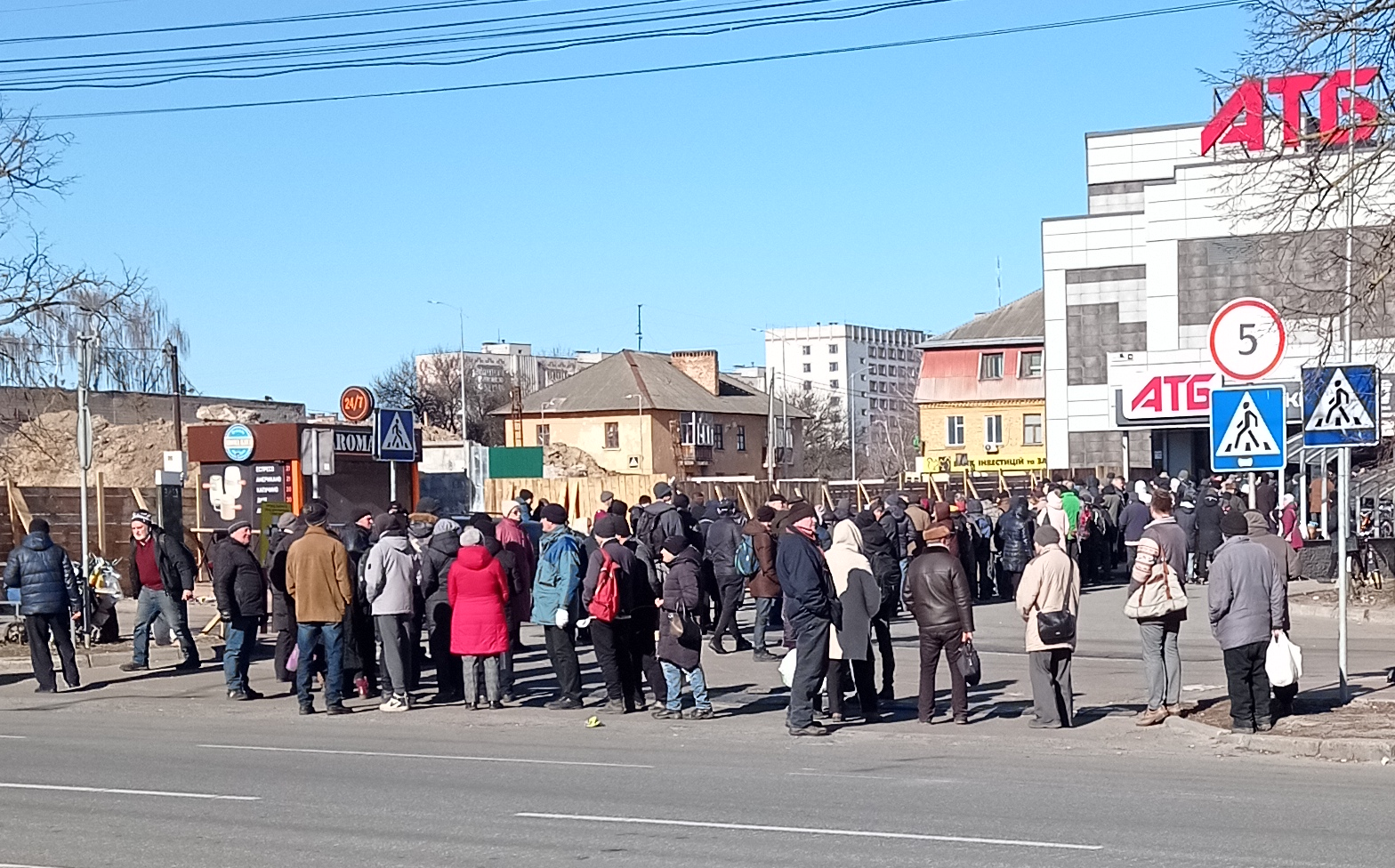
Kolejka do marketu ATB w czasie trwającego oblężenia miasta
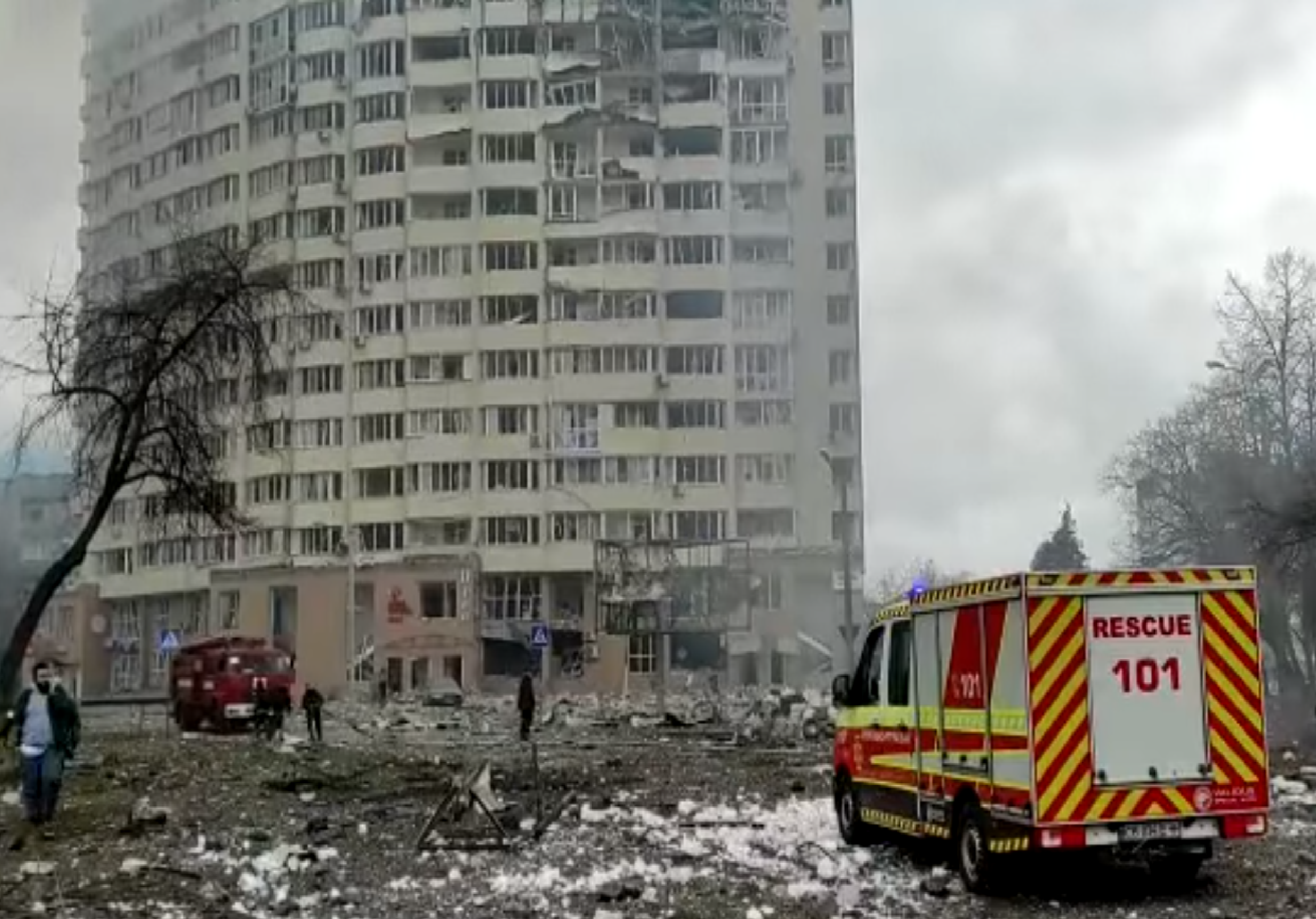
Centrum Czernihowa po ostrzale
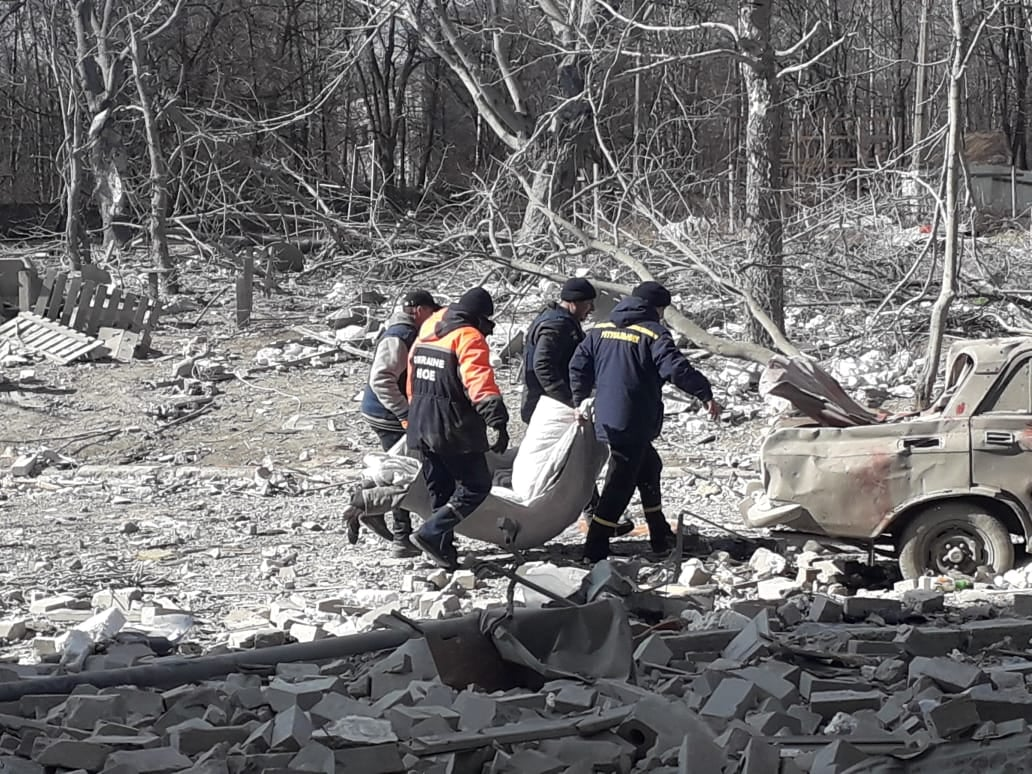
Pracownicy DSNS wynoszą ciało z akademika, w którym w wyniku rosyjskiego ostrzału zginęło 5 osób, w tym troje dzieci
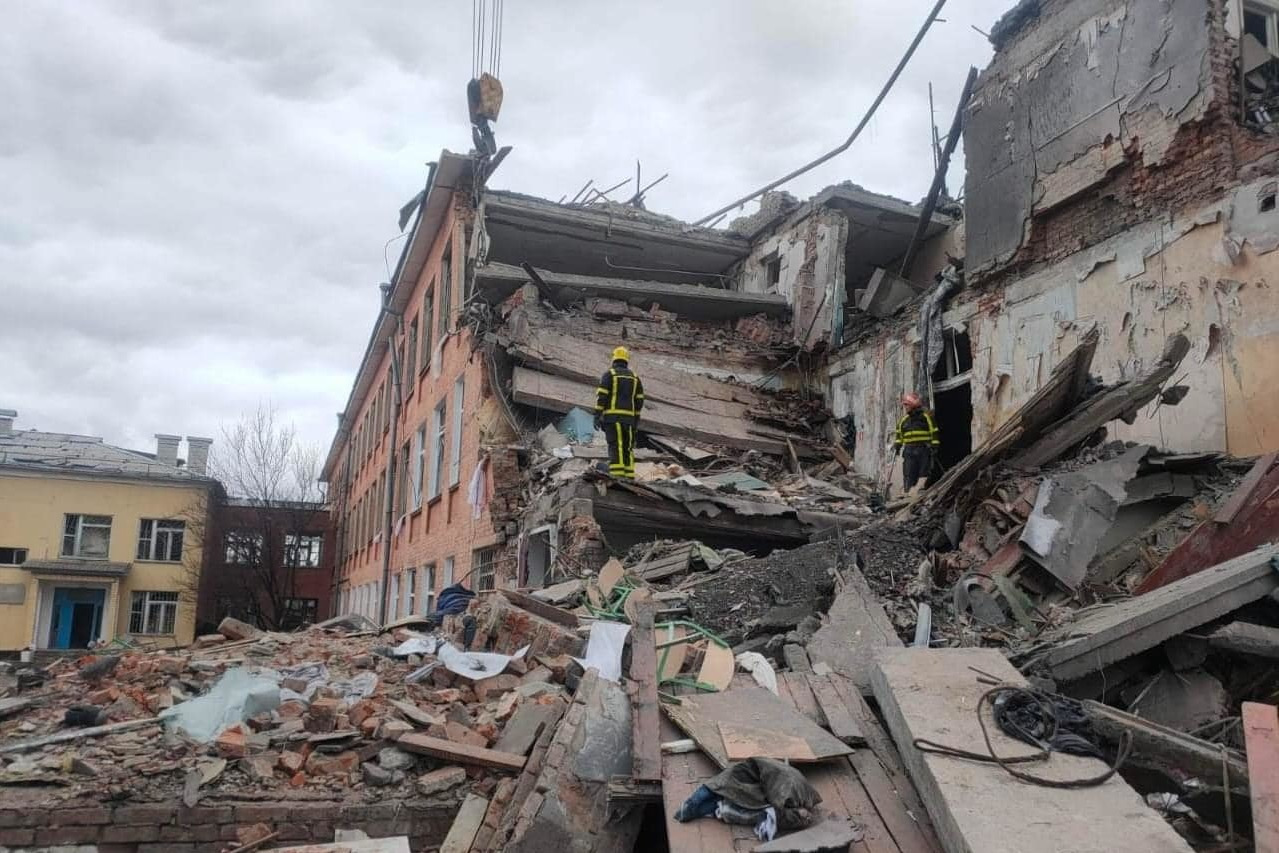
Szkoła nr 18 zniszczona w czasie oblężenia Czernihowa
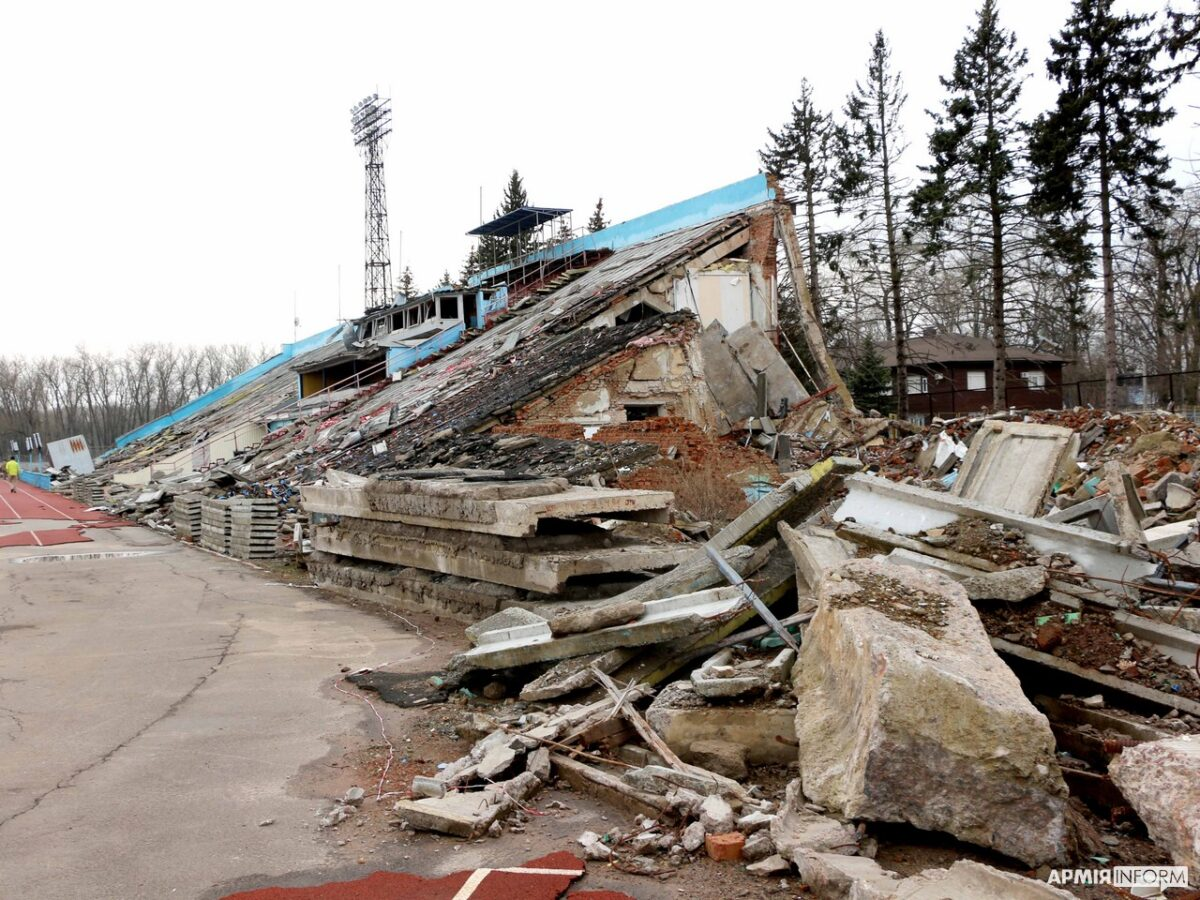
Zniszczony Stadion im. Jurija Gagarina w Czernihowie
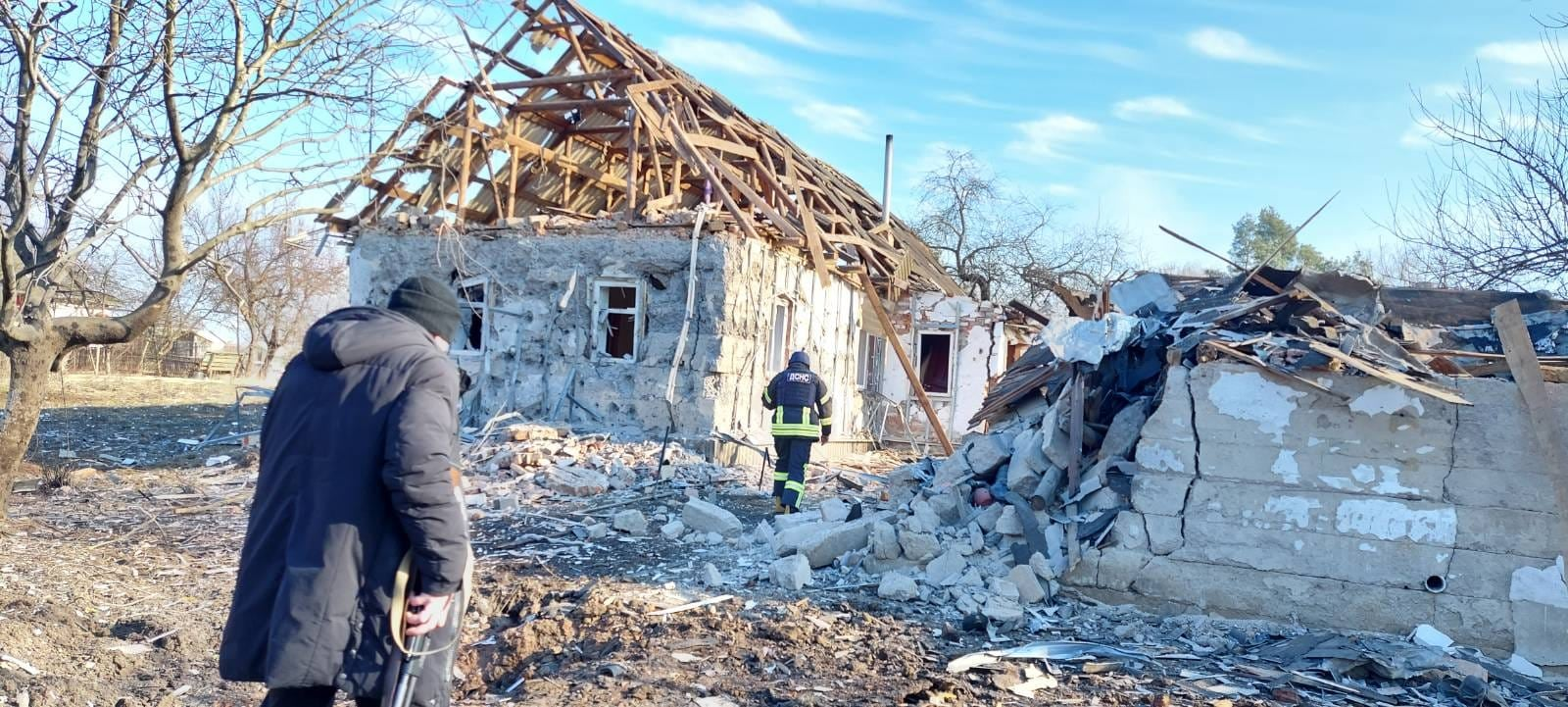
Zrujnowany budynek w jednej z wiosek w obwodzie czernihowskim
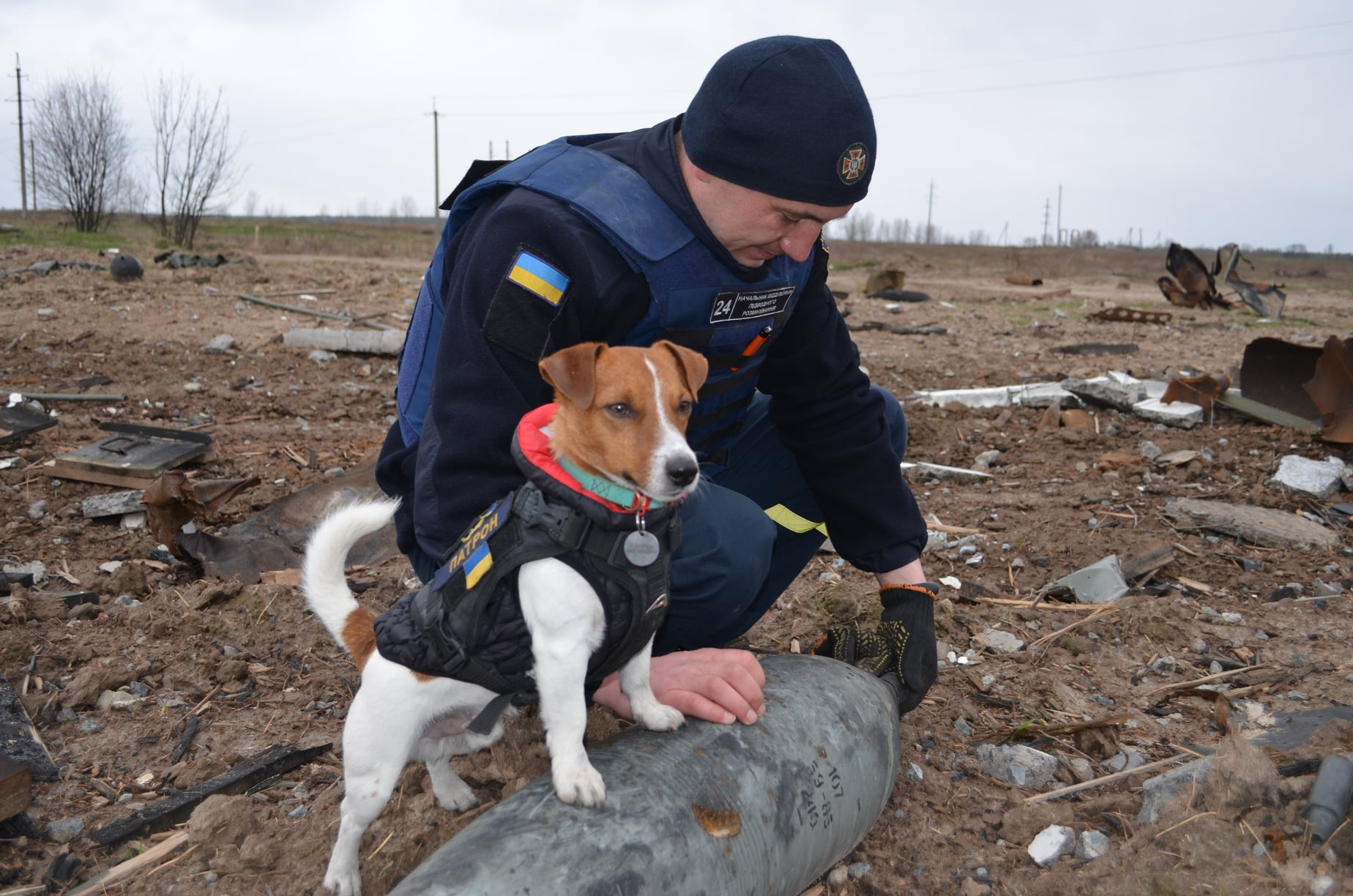
Patron pomaga szukać min w okolicy wsi Szestowycja w obwodzie czernihowskim po wycofaniu wojsk rosyjskich

## Zakończenie okupacji
Niepowodzenia na kierunku czernihowskim zmusiły rosyjskie dowództwo do ponownego rozważenia swoich celów strategicznych. Podczas negocjacji w Stambule pod koniec marca delegacja rosyjska zgodziła się na ograniczenie aktywności wojskowej pod Kijowem i Czernihowem. W tym czasie armia rosyjska kontynuowała ataki powietrzne na miasto, jednak już na początku kwietnia wojska zaczęły się wycofywać z kierunku czernihowskiego. 2 kwietnia 14 miejscowości w obwodzie czernihowskim oraz 15 miejscowości w obwodzie kijowskim zostało wyzwolonych spod rosyjskiej okupacji. Według wiceminister obrony Ukrainy Hanny Malar 3 kwietnia wojska rosyjskie ostatecznie wycofały się z obwodu czernihowskiego z powrotem na Białoruś.
7 kwietnia sekretarz prasowy Pentagonu John Kirby ogłosił, że armia rosyjska całkowicie wycofała się z obwodów kijowskiego i czernihowskiego.
Tuż przed zbliżającym się odwrotem pod koniec marca dowódca Centralnego Okręgu Wojskowego generał Aleksandr Łapin odznaczył swojego syna podpułkownika Denisa Łapina za „odwagę i bohaterstwo”. Denis Łapin jako dowódca 1 Pułku Pancernego Gwardii 2 Gwardyjskiej Dywizji Zmechanizowanej odpowiadał za nieudaną rosyjską ofensywę na kierunku czernihowsko-sumskim. 

## Po wyzwoleniu
Pomimo wycofania wojsk rosyjskich ostrzał regionu był kontynuowany. Tylko w kwietniu 2022 roku doszło do czterech ataków na obwód czernihowski. Pod koniec maja Wołodymyr Zełenski powiedział, że w ciągu zaledwie jednego majowego tygodnia w regionie zginęło 87 osób. 17 maja lokalne władze poinformowały, że o godzinie 5 rano siły rosyjskie wystrzeliły cztery rakiety z samolotu w kierunku miejscowości Desna, w której znajduje się duży ośrodek szkolenia wojskowego ukraińskiej armii. W budynek uderzyły dwie rakiety. W ataku zginęło 87 osób. 25 czerwca ośrodek został ponownie zaatakowany.
Jesienią i zimą 2022 roku kontynuowano ataki artyleryjskie, dronowe i rakietowe, głównie przeciwko miejscowościom przygranicznym. 19 października szef obwodu przekazał informację o eksplozjach i atakach dronów kamikadze na Czernihów. Celem ataków była zarówno infrastruktura elektryczna, jak i elektrownie cieplne, czyli scentralizowane systemy pompujące wodę do rur docierających do domów i innych budynków mieszkalnych. Tylko w grudniu tereny obwodów sumskiego i czernihowskiego zostały ostrzelane ponad 150 razy.
Rosjanie kontynuują także ataki rakietowe na stolicę obwodu. 19 sierpnia 2023 w ataku rakietowym na wystawę dronów w Czernihowie zginęło 7 osób, a 207 zostało rannych. Atak został potępiony przez Francję, Stany Zjednoczone i Organizację Narodów Zjednoczonych. 17 kwietnia 2024 roku w ataku rakietowym  uszkodzonych zostało 16 budynków, w tym budynki mieszkalne, szpital i Czernihowski Narodowy Uniwersytet Technologiczny, zabijając 18 osób i raniąc kolejne 78 osób. Kontynuowane są także ataki rosyjskich grup dywersyjnych w obwodzie czernihowskim.
Równolegle w regionie rozpoczęły się prace mające na celu przywrócenie uszkodzonej infrastruktury. Po wyzwoleniu Łukasziwki przez wojska ukraińskie w odbudowie wsi pomogli ochotnicy z organizacji Repair Together. W grudniu prezydent Zełenski powiedział, że w obwodzie czernihowskim w ramach planu szybkiej naprawy trzeba odnowić 8896 obiektów. Rządy Finlandii, Francji, Łotwy i Norwegii wyraziły chęć wzięcia udziału w odbudowie regionu. 1 grudnia do obwodu czernihowskiego dotarły trzy mosty przekazane przez francuskie Centrum Zarządzania Kryzysowego i Wsparcia w celu przywrócenia połączeń komunikacyjnych. Wśród uczestników rozminowywania regionu działał pies Patron.